# Dembeni
Dembeni – miasto w środkowej części Majotty (zbiorowość zamorska Francji); 9 500 mieszkańców (2006). Ośrodek przemysłowy. Czwarte co do wielkości miasto kraju.